# Antonio Mance
Antonio Mance (* 7. srpna 1995, Rijeka, Chorvatsko) je chorvatský fotbalový útočník, od srpna 2021 hráč německého klubu FC Erzgebirge Aue, kde je na hostování z chorvatského Osijeku. Mimo Chorvatsko působil na klubové úrovni ve Slovinsku, na Slovensku, ve Francii a Maďarsku.

## Reprezentační kariéra
Mance nastupoval za chorvatské mládežnické reprezentace U19 a U20.
Za „chorvatskou devatenáctku“ odehrál v roce 2014 celkem 3 zápasy, debutoval 4. června proti Brazílii (prohra 1:4). V dresu chorvatské reprezentace do 20 let odehrál v roce 2015 celkem 2 utkání, debut absolvoval 23. dubna proti Kataru (porážka 1:2).